# Gran Premio de Italia de Motociclismo de 2009
El Gran Premio de Italia de Motociclismo de 2009 fue la quinta prueba del Campeonato del Mundo de Motociclismo de 2009. Tuvo lugar en el fin de semana del 29 de mayo al 31 de mayo de 2009 en el Autódromo Internacional del Mugello, situado en la ciudad de Mugello, Italia. La carrera de MotoGP fue ganada por Casey Stoner, seguido de Jorge Lorenzo y Valentino Rossi. Mattia Pasini ganó la prueba de 250cc, por delante de Marco Simoncelli y Álvaro Bautista. La carrera de 125cc fue ganada por Bradley Smith, Nicolás Terol fue segundo y Julián Simón tercero.

## Resultados

### Resultados MotoGP
| Pos. | N.º | Piloto           | Constructor | Vueltas | Tiempo    | Parrilla | Pts. |
| ---- | --- | ---------------- | ----------- | ------- | --------- | -------- | ---- |
| 1    | 27  | Casey Stoner     | Ducati      | 23      | 45:41.894 | 2        | 25   |
| 2    | 99  | Jorge Lorenzo    | Yamaha      | 23      | +1.001    | 1        | 20   |
| 3    | 46  | Valentino Rossi  | Yamaha      | 23      | +2.076    | 4        | 16   |
| 4    | 4   | Andrea Dovizioso | Honda       | 23      | +2.129    | 7        | 13   |
| 5    | 65  | Loris Capirossi  | Suzuki      | 23      | +3.274    | 3        | 11   |
| 6    | 5   | Colin Edwards    | Yamaha      | 23      | +24.451   | 6        | 10   |
| 7    | 52  | James Toseland   | Yamaha      | 23      | +25.621   | 14       | 9    |
| 8    | 14  | Randy de Puniet  | Honda       | 23      | +26.046   | 5        | 8    |
| 9    | 88  | Niccolò Canepa   | Ducati      | 23      | +31.815   | 13       | 7    |
| 10   | 7   | Chris Vermeulen  | Suzuki      | 23      | +34.814   | 11       | 6    |
| 11   | 33  | Marco Melandri   | Kawasaki    | 23      | +35.090   | 15       | 5    |
| 12   | 69  | Nicky Hayden     | Ducati      | 23      | +39.122   | 16       | 4    |
| 13   | 36  | Mika Kallio      | Ducati      | 23      | +52.462   | 17       | 3    |
| 14   | 24  | Toni Elías       | Honda       | 23      | +52.478   | 9        | 2    |
| 15   | 15  | Alex de Angelis  | Honda       | 22      | +1 vuelta | 12       | 1    |
| Ret  | 3   | Dani Pedrosa     | Honda       | 12      | Caída     | 8        |      |
| Ret  | 72  | Yuki Takahashi   | Honda       | 10      | Caída     | 10       |      |

## Resultados 250cc
| Pos. | N.º | Piloto              | Constructor | Vueltas | Tiempo     | Parrilla | Pts. |
| ---- | --- | ------------------- | ----------- | ------- | ---------- | -------- | ---- |
| 1    | 75  | Mattia Pasini       | Aprilia     | 21      | 45:38.391  | 8        | 25   |
| 2    | 58  | Marco Simoncelli    | Gilera      | 21      | +0.117     | 2        | 20   |
| 3    | 19  | Álvaro Bautista     | Aprilia     | 21      | +1.293     | 1        | 16   |
| 4    | 12  | Thomas Lüthi        | Aprilia     | 21      | +24.557    | 6        | 13   |
| 5    | 40  | Héctor Barberá      | Aprilia     | 21      | +27.014    | 3        | 11   |
| 6    | 4   | Hiroshi Aoyama      | Honda       | 21      | +30.037    | 4        | 10   |
| 7    | 6   | Alex Debón          | Aprilia     | 21      | +31.325    | 5        | 9    |
| 8    | 55  | Héctor Faubel       | Honda       | 21      | +42.964    | 13       | 8    |
| 9    | 35  | Raffaele De Rosa    | Honda       | 21      | +44.856    | 9        | 7    |
| 10   | 15  | Roberto Locatelli   | Gilera      | 21      | +46.483    | 10       | 6    |
| 11   | 25  | Alex Baldolini      | Aprilia     | 21      | +49.521    | 17       | 5    |
| 12   | 63  | Mike Di Meglio      | Aprilia     | 21      | +1:00.539  | 14       | 4    |
| 13   | 17  | Karel Abraham       | Aprilia     | 21      | +1:23.730  | 11       | 3    |
| 14   | 14  | Ratthapark Wilairot | Honda       | 21      | +1:25.519  | 7        | 2    |
| 15   | 10  | Imre Tóth           | Aprilia     | 21      | +1:30.397  | 18       | 1    |
| 16   | 11  | Balázs Németh       | Aprilia     | 20      | +1 vuelta  | 22       |      |
| 17   | 7   | Axel Pons           | Aprilia     | 20      | +1 vuelta  | 18       |      |
| 18   | 8   | Bastien Chesaux     | Honda       | 20      | +1 vuelta  | 24       |      |
| 19   | 53  | Valentin Debise     | Honda       | 20      | +1 vuelta  | 20       |      |
| 20   | 37  | Daniel Arcas        | Aprilia     | 18      | +3 vueltas | 23       |      |
| Ret  | 48  | Shoya Tomizawa      | Honda       | 6       | Caída      | 16       |      |
| Ret  | 52  | Lukáš Pešek         | Aprilia     | 5       | Caída      | 15       |      |
| Ret  | 56  | Vladimir Leonov     | Aprilia     | 4       | Ret        | 21       |      |
| Ret  | 16  | Jules Cluzel        | Aprilia     | 0       | Caída      | 12       |      |

## Resultados 125cc
| Pos. | N.º | Piloto             | Constructor | Vueltas | Tiempo    | Parrilla | Pts. |
| ---- | --- | ------------------ | ----------- | ------- | --------- | -------- | ---- |
| 1    | 38  | Bradley Smith      | Aprilia     | 20      | 40:09.523 | 1        | 25   |
| 2    | 18  | Nicolás Terol      | Aprilia     | 20      | +0.216    | 12       | 20   |
| 3    | 60  | Julián Simón       | Aprilia     | 20      | +7.114    | 3        | 16   |
| 4    | 44  | Pol Espargaró      | Derbi       | 20      | +11.829   | 8        | 13   |
| 5    | 93  | Marc Márquez       | KTM         | 20      | +12.315   | 5        | 11   |
| 6    | 14  | Johann Zarco       | Aprilia     | 20      | +14.605   | 7        | 10   |
| 7    | 45  | Scott Redding      | Aprilia     | 20      | +15.305   | 2        | 9    |
| 8    | 17  | Stefan Bradl       | Aprilia     | 20      | +22.255   | 19       | 8    |
| 9    | 32  | Lorenzo Savadori   | Aprilia     | 20      | +22.392   | 20       | 7    |
| 10   | 11  | Sandro Cortese     | Derbi       | 20      | +29.239   | 9        | 6    |
| 11   | 33  | Sergio Gadea       | Aprilia     | 20      | +36.359   | 4        | 5    |
| 12   | 8   | Lorenzo Zanetti    | Aprilia     | 20      | +36.444   | 16       | 4    |
| 13   | 35  | Randy Krummenacher | Aprilia     | 20      | +36.507   | 13       | 3    |
| 14   | 94  | Jonas Folger       | Aprilia     | 20      | +36.581   | 23       | 2    |
| 15   | 73  | Takaaki Nakagami   | Aprilia     | 20      | +36.636   | 22       | 1    |
| 16   | 12  | Esteve Rabat       | Aprilia     | 20      | +36.834   | 14       |      |
| 17   | 61  | Luigi Morciano     | Aprilia     | 20      | +49.870   | 24       |      |
| 18   | 24  | Simone Corsi       | Aprilia     | 20      | +50.419   | 11       |      |
| 19   | 77  | Dominique Aegerter | Derbi       | 20      | +1:05.900 | 18       |      |
| 20   | 51  | Riccardo Moretti   | Aprilia     | 20      | +1:06.019 | 21       |      |
| 21   | 64  | Davide Stirpe      | Honda       | 20      | +1:20.225 | 26       |      |
| 22   | 69  | Lukáš Šembera      | Aprilia     | 20      | +1:21.946 | 25       |      |
| 23   | 53  | Jasper Iwema       | Honda       | 20      | +1:43.074 | 30       |      |
| 24   | 63  | Gennaro Sabatino   | Aprilia     | 19      | +1 vuelta | 29       |      |
| 25   | 10  | Luca Vitali        | Aprilia     | 19      | +1 vuelta | 33       |      |
| 26   | 62  | Alessandro Tonucci | Aprilia     | 19      | +1 vuelta | 27       |      |
| Ret  | 87  | Luca Marconi       | Aprilia     | 12      | Ret       | 32       |      |
| Ret  | 99  | Danny Webb         | Aprilia     | 8       | Caída     | 10       |      |
| Ret  | 29  | Andrea Iannone     | Aprilia     | 5       | Ret       | 6        |      |
| Ret  | 6   | Joan Olivé         | Derbi       | 5       | Caída     | 17       |      |
| Ret  | 7   | Efrén Vázquez      | Derbi       | 5       | Caída     | 15       |      |
| Ret  | 71  | Tomoyoshi Koyama   | Loncin      | 2       | Ret       | 28       |      |
| Ret  | 5   | Alexis Masbou      | Loncin      | 1       | Ret       | 31       |      |
| DNQ  | 5   | Cameron Beaubier   | KTM         |         |           |          |      |